# We Can't Be Friends (Wait for Your Love)
«We Can't Be Friends (Wait for Your Love)» es una canción interpretada por la cantautora estadounidense Ariana Grande, incluida en su séptimo álbum de estudio Eternal Sunshine (2024). El sello Republic Records la publicó el 8 de marzo de 2024 junto al álbum como su segundo sencillo. Fue compuesta y producida por Grande, Max Martin e Ilya Salmanzadeh; es un tema synth-pop y su letra detalla la desaparición de una relación con la esperanza de que un ex amante regrese y se enamore nuevamente.

## Antecedentes y promoción
El 17 de enero de 2024, Ariana Grande anunció su séptimo álbum de estudio Eternal Sunshine, que se lanzará el 8 de marzo. Es su primer cuerpo de trabajo en más de tres años desde su sexto álbum Positions (2020).«Yes, And?»  fue lanzada como el primer sencillo del álbum de estudio debut en enero.
La lista de canciones del álbum no se reveló por completo a la vez; en cambio, parcialmente en diferentes días hasta que se dio a conocer la lista de canciones completa.Grande anunció tres títulos de canciones el 7 de febrero de 2024; «We Can't Be Friends (Wait for Your Love)» fue revelada como la décima canción de Eternal Sunshine.En el mismo mes, la cantante anunció que no habría más sencillos de prelanzamiento del álbum, ya que quería que sus fans «lo experimentaran en su totalidad esta vez». Sin embargo, confirmó que se publicarían «más sencillos» después de que se lanzara este álbum.
El 1 de marzo, Grande confirmó que «We Can't Be Friends (Wait for Your Love)» era el segundo sencillo del álbum y publicó un teaser de su vídeo musical en las redes sociales.En este clip, Grande se sienta en una sala de espera y llena un formulario de consentimiento que dice: «Has pensado mucho en tu decisión y le das a Brighter Days Inc. el permiso exclusivo para eliminar a esta persona por completo de tu memoria». La cantante pone una marca de verificación junto a «Sí« y luego firma su nombre como «Peaches»  con un corazón en la línea del contrato.

## Lanzamiento
Republic Records lanzó el álbum Eternal Sunshine el 8 de marzo de 2024; «We Can't Be Friends (Wait for Your Love)» es la décima canción del álbum.La canción fue lanzada como el segundo sencillo en ser publicado como videoclip, después de «Yes, And?».

## Composición
«We Can't Be Friends (Wait for Your Love)» es una canción synth-pop cuya letra detalla exteriormente la desaparición de una relación con la esperanza de que un ex amante regrese y se enamore de nuevo. Los fans y los medios de comunicación han especulado que la canción describe la relación simbiótica de Grande con la prensa y sus informes infundados sobre su vida personal; las letras se han interpretado para describir su decisión de no participar y su anhelo de volver a la cobertura positiva.

## Recepción de la crítica
Laura Snapes en The Guardian escribió que la canción evoca «Call Your Girlfriend» de «sintetizadores y chiptune floreces» de Robyn con un efecto final «históricamente retro»Erica Gonzales y junto con Samuel Maude de la revista Elle declararon que la canción daba «grandes vibraciones de Robyn, grandes vibraciones de «Dancing On My Own» de la canción y la llamó una «canción pop de la madurez».
Kyle Denis en Billboard describió la canción como «un terremoto de la pista de baile de cuerdas vertiginosas y sintetizadores agresivos» en la que Grande canta sobre «la difusa de los límites entre la amistad, el romance y el dolor gris en el medio», señalando que «le falta un clímax para lograr realmente la catarsis hacia la que sus urgentes gestos instrumentales».

## Rendimiento comercial
«We Can't Be Friends (Wait for Your Love)» debutó en el número uno tanto en Billboard Global 200 como en el Global Excl. Billboard Global Excl. U.S. el 23 de marzo de 2024. Que marcaron su segundo sencillo consecutivo del álbum Eternal Sunshine en la cima de ambas listas después de «Yes, And?» que lo hizo en enero. En el Global 200, se convirtió en su cuarto sencillo número uno después de «Positions» (2020), «Save Your Tears» (2021) y «Yes, And?». La canción se estrenó con 97,5 millones de transmisiones y 14 000 vendidas en todo el mundo, superando el inicio de la transmisión de «Yes, And?», que atrajo a 94,4 millones en todo el mundo. En el Global Excl. US, se convirtió en su tercer sencillo número uno después de «Positions» y «Yes, And?», y logró 65,5 millones de transmisiones y 5.000 vendidas fuera de los Estados Unidos.
En los Estados Unidos, «We Can't Be Friends (Wait for Your Love)» debutó en el número uno en Billboard Hot 100 para la edición de la lista del 23 de marzo de 2024. Se convirtió en el noveno sencillo número uno de Grande en la lista, y su segundo consecutivo del álbum Eternal Sunshine, después del debut en la lista de «Yes, And?» en enero. Con esto, Grande empataron a Katy Perry y Beyoncé por el séptimo número uno del Hot 100 entre las mujeres en solitarios. «We Can't Be Friends (Wait for Your Love)» fue también su séptimo sencillo número uno en debutar en la cima, lo que llevó a Grande a superar a Taylor Swift como la artista femenina con más debuts número uno. Se convirtió en la artista con el segundo mayor debut número uno de la historia, solo por detrás del músico Drake. «We Can't Be Friends (Wait for Your Love)» debutó en el primer puesto de la lista Billboard Streaming Songs con 32,6 millones de transmisiones, superando la semana de debut de «Yes, And?» y le ganó a Grande su sexto en las listas. También debutó en el número cuatro en la lista de canciones digitales de Billboard con 9.000 unidades vendidas, y obtuvo 4,6 millones de impresiones de audiencia de radio en su primera semana.Además, la canción marcó la primera vez que Grande encabezó en Hot 100 con dos sencillos del mismo álbum desde que Thank U, Next (2019) dio lugar a dos sencillos número uno con su canción principal y «7 Rings». Con esto, Grande se convirtió en la primera mujer artista de la historia en tener dos álbumes que produjeron múltiples debuts número uno.

## Video musical
«We Can't Be Friends (Wait for Your Love)» está dirigida por Christian Breslauer.Fue grabada en la Universidad Politécnica Estatal de California, ubicada en la ciudad de Pomona, California.Se estrenó a través del canal Vevo de la cantante en YouTube a las 10:00 en América del Norte el 8 de marzo de 2024, diez horas después del lanzamiento de la canción y el álbum.El concepto de lo visual está muy inspirado en la trama de la película Eternal Sunshine of the Spotless Mind (2004); Grande lo describió como «[Eternal Sunshine] en un vídeo».
Grande retrata a un personaje llamado Peaches, mientras que Evan Peters interpreta a su exnovio en el vídeo.En el sencillo se hace referencia a varias escenas de la película mencionada mientras que también se hace referencia a una escena de la película Sixteen Candles (1984). Billboard llamó la canción como «futurista».

### Sinopsis
Se comienza con Grande retratando a su personaje llamado Peaches, visto sentado en una sala de espera con un formulario de consentimiento que dice: «Has pensado mucho en tu decisión y le das a Brighter Days Inc. el permiso exclusivo para eliminar a esta persona por completo de tu memoria». Peaches marca a regañadientes una casilla con la etiqueta «sí» y firma el formulario. Un médico entra en la sala de espera para llamar a Peaches para su tratamiento. Ella le da al médico su formulario de consentimiento y lleva una caja de pertenencias a la habitación. Luego se muestra a Peaches sentado y a punto de comenzar su procedimiento. El médico saca un osito de peluche de la caja y usa un dispositivo para sacarlo de la existencia y de la memoria de Peaches. Cómo llegó a ser el oso de peluche y su vínculo con la relación de Peaches con su exnovio se muestra a medida que la pared de la sala de operaciones se divide en dos y lo muestra que ambos entrando en arcade. Se acercan a un máquina de garra y se ve que se ganando el osito de peluche. De repente, la sala de juegos se oscurece y su exnovio desaparece de la memoria.
Cambiando a un dormitorio, Peaches es vista sentada en una cama mirando hacia su exnovio mientras él se ve enojado, alejándose de ella. La escena cambia una vez más, esta vez a un recuerdo diferente donde se la ve abriendo una puerta que la lleva a verlos a ambos jugando en la ángel de nieve. La escena termina de nuevo con su exnovio desapareciendo de la memoria. A Peaches se le ve a continuación con su exnovio en una cama debajo de una manta. La cama está dividida en dos y la pareja está separada, dejándola sola debajo de la manta.
De vuelta en el quirófano, en las pertenencias, se puede ver una foto enmarcada de la pareja celebrando el cumpleaños de Peaches con su pastel. Se inclinan el uno hacia el otro y su exnovio desaparece para sorpresa de Peaches. Ahora sola, apaga las velas del pastel antes de que la escena regrese a la sala de operaciones. Peaches gana conciencia y se vuelve emocional. Se muestra otro recuerdo donde ella y su exnovio están juntos en un sofá. Él le da un collar, pero la memoria se altera con el collar que se transforma en un collar de perro y su exnovio es reemplazado por un perro. La sala de estar también se altera, con marcos de fotos y otra decoración que se transforma para omitir todos los recuerdos de la pareja. Peaches y su perro ven la televisión en la habitación y se reproduce un montaje final de cada uno de los recuerdos. La escena se reduce a la sala de operaciones donde se ve a Peaches dándose la mano y abrazando a los médicos involucrados en su tratamiento. Luego se muestra que su caja de pertenencias está incinerada. Después de salir de la sala de operaciones, Peaches camina con un chico más allá de su exnovio, a quien también se ve caminando con una chica, sin darse cuenta de la existencia del otro.

## Premios y nominaciones
La canción recibió cuatro nominaciones por su video musical en los premios MTV Video Music Awards del 2024, incluyendo el más importante a Video del Año. Finalmente, solo ganó en la categoría de Mejor Cinematografía.

## Presentación en directo
El 9 de marzo de 2024, Grande interpretó a la canción «We Can't Be Friends (Wait for Your Love)», junto con su canción «Imperfect for You», ambos del álbum Eternal Sunshine. Durante en la medianoche en Saturday Night Live.

## Posicionamiento en listas
| Lista (2024)                              | Mejor posición |
| ----------------------------------------- | -------------- |
| Argentina (Argentina Hot 100)             | 67             |
| Australia (ARIA)                          | 2              |
| Austria (Ö3 Austria Top 40)               | 12             |
| Bélgica (Flandes) (Ultratop 50)           | 29             |
| Bélgica (Valonia) (Ultratop 50)           | 47             |
| Brasil (Brasil Hot 100)                   | 16             |
| Canadá (Canadian Hot 100)                 | 3              |
| Canadá (CHR/Top 40)                       | 22             |
| Canadá (Hot AC)                           | 24             |
| CEI (TopHit Airplay)                      | 42             |
| Croacia (Billboard)                       | 16             |
| República Checa (Singles Digitál Top 100) | 18             |
| Dinamarca (Tracklisten)                   | 4              |
| El Salvador (Monitor Latino)              | 13             |
| Finlandia (OFC)                           | 23             |
| Francia (SNEP)                            | 22             |
| Alemania (Offizielle Deutsche Charts)     | 22             |
| Global 200 (Billboard)                    | 1              |
| Grecia (IFPI)                             | 2              |
| Hong Kong (Billboard)                     | 16             |
| Islandia (Plötutíðindi)                   | 8              |
| India (IMI)                               | 10             |
| Indonesia (Billboard)                     | 1              |
| Irlanda (IRMA)                            | 3              |
| Italia (FIMI)                             | 56             |
| Japan Hot Overseas (Billboard Japan)      | 2              |
| Letonia (LAIPA)                           | 8              |
| Lituania (AGATA)                          | 6              |
| Luxemburgo (Billboard)                    | 5              |
| Malasia (Billboard)                       | 1              |
| Malasia (RIM)                             | 1              |
| MENA (IFPI)                               | 2              |
| Mexico (Billboard)                        | 22             |
| Países Bajos (Dutch Top 40)               | 20             |
| Países Bajos (Mega Single Top 100)        | 8              |
| Nueva Zelanda (Recorded Music NZ)         | 1              |
| Nigeria (TurnTable Top 100)               | 34             |
| Noruega (VG-lista)                        | 3              |
| Perú (Billboard)                          | 13             |
| Filipinas (Billboard)                     | 1              |
| Polonia (Polish Airplay Top 100)          | 28             |
| Polonia (Polish Streaming Top 100)        | 10             |
| Portugal (AFP)                            | 8              |
| Rumania (Billboard)                       | 22             |
| Russia Airplay (Billboard)                | 96             |
| Arabia Saudita (IFPI)                     | 2              |
| Singapur (RIAS)                           | 1              |
| España (PROMUSICAE)                       | 21             |
| Eslovaquia (Rádio Top 100)                | 84             |
| Eslovaquia (Singles Digitál Top 100)      | 14             |
| Sudáfrica (Billboard)                     | 8              |
| Sudáfrica (Circle)                        | 154            |
| Suecia (Sverigetopplistan)                | 6              |
| Suiza (Schweizer Hitparade)               | 7              |
| Taiwán (Billboard)                        | 17             |
| Emiratos Árabes Unidos (IFPI)             | 1              |
| Reino Unido (UK Singles Chart)            | 2              |
| Estados Unidos (Billboard Hot 100)        | 1              |
| Estados Unidos (Adult Top 40)             | 16             |
| Estados Unidos (Dance/Mix Show Airplay)   | 36             |
| Estados Unidos (Mainstream Top 40)        | 11             |

## Historial de lanzamiento
| Región         | Fecha               | Formato                | Versión    | Discografía | Ref.   |
| -------------- | ------------------- | ---------------------- | ---------- | ----------- | ------ |
| Estados Unidos | 12 de marzo de 2024 | Contemporary hit radio | Original   | Republic    | [ 89 ] |
| Varios         | 13 de marzo de 2024 | Descarga digital       | A cappella | Republic    | [ 90 ] |